# Життя на Венері

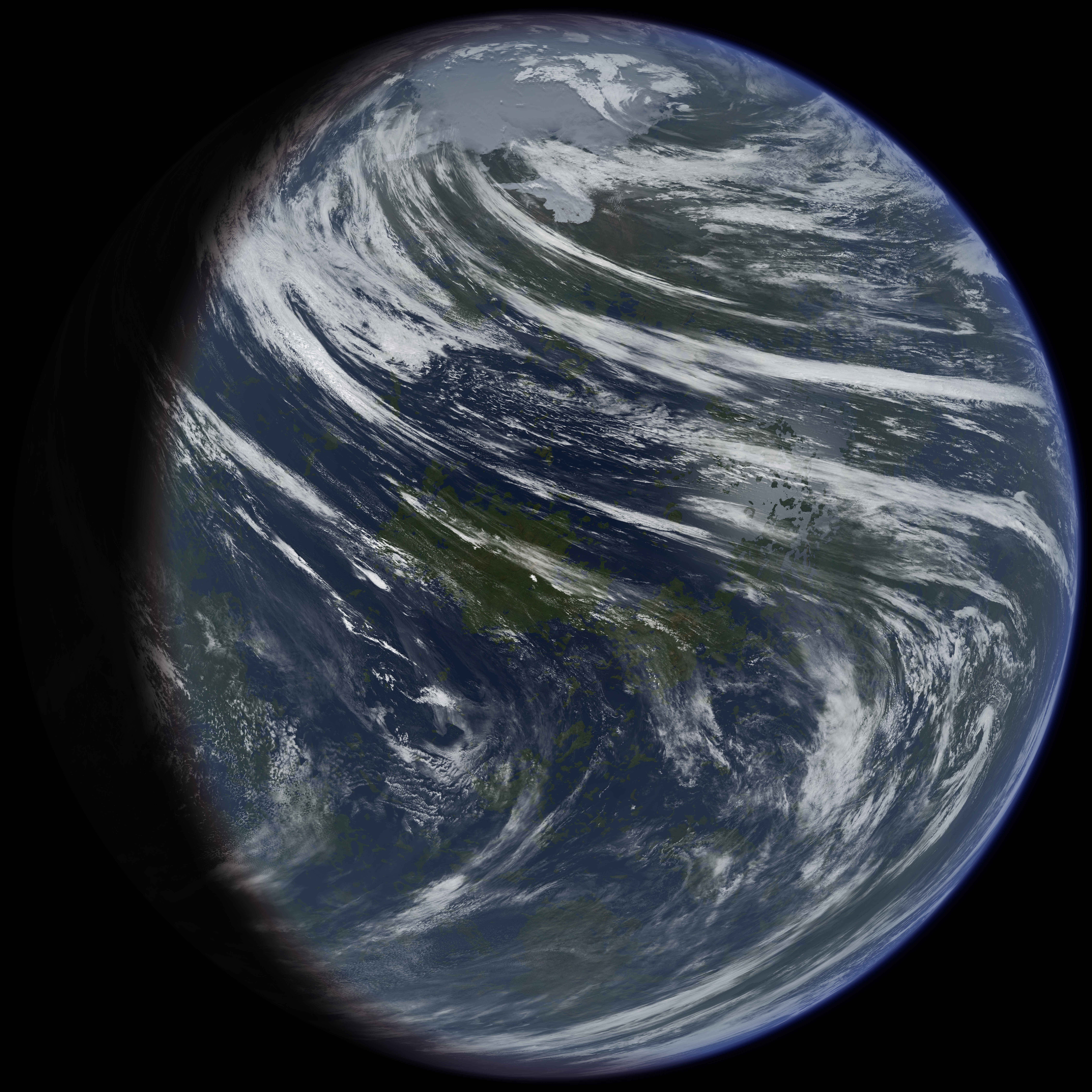
Так буде виглядати Венера з біосферою (за версією Дейна Балларда)

Можливість існування життя на Венері — обговорювалася десятиліттями. Венера знаходиться набагато ближче до Сонця, ніж Земля, її поверхня значно нагріта парниковим ефектом (+462 °C (735 К)), атмосферний тиск у 92,1 разів більший земного — все це робить існування життя, подібного земному, дуже малоймовірним. Лише в верхніх шарах атмосфери, далеких від поверхні планети, умови відносно прийнятні для існування життя. Крім того, не виключені форми життя на засадах, альтернативних земним.

## Минуле
На початковому етапі існування Венера була дуже подібною до Землі. Хоча сьогодні на Венері кількість води зменшується, в минулому ситуація була іншою. У 2009 році за допомогою зонда Венера-експрес були отримані докази того, що атмосфера Венери через сонячне випромінювання втратила великий обсяг води. Проте це не означає, що на Венері коли-небудь існував океан, оскільки, як показує моделювання, вода здебільшого містилася в атмосфері у вигляді пари й була у великій кількості лише на ранній стадії існування планети.
Під час третьої наради Групи аналізу досліджень Венери (VEXAG, пов'язаної з NASA) в січні 2007 року було відзначено, що початковий океан Венери міг існувати протягом понад 2 млрд років, тобто понад половину історії планети; тобто, можна казати про ймовірність існування життя у той час.

### Сьогодення
Нині фізичні умови на Венері є без перебільшення екстремальними: через парниковий ефект її температура на поверхні складає в середньому +470 °С. Шари атмосфери Венери складаються з сульфатної кислоти, що теж згубно для життя, а атмосферний тиск вище земного в 92,1 рази. Однак відомі організм — екстремофіли на Землі, які живуть в подібних умовах, тому вчені повністю не виключають можливість існування організмів у венеріанських хмарах. Є ймовірність, що життя на Венері знаходиться під її поверхнею, де умови, можливо, набагато сприятливіші, ніж на поверхні.
У 2020 році було оголошено про виявлення в атмосфері Венери «маркера життя» — газу фосфіну в кількості, яку не вдається пояснити абіогенними процесами. Це розглядається як свідчення можливого існування на цій планеті мікробного життя або певних невідомих вченим фотохімічних або геохімічних процесів.

## Історичні відомості
Можливість життя на Венері менше цікавила вчених, ніж можливість життя на Марсі. У 1870 британський астроном Річард Проктор вказав на можливість існування життя на Венері, в трьох районах поблизу екватора, як він припускав, було надмірно жарко, але є припущення, що форми життя можуть існувати поблизу полюсів планети. Шведський хімік Сванте Арреніус (нобелівський лауреат з хімії 1903 року) в 1918 році описав Венеру як планету з пишною рослинністю і вологим кліматом, де життя схоже на те, що було на Землі в кам'яновугільний період. Російський астроном Гавриїл Тихов припускав на Венері наявність рослинності жовто-оранжевого кольору.
Наявність венеріанського життя в сьогоденні і минулому описується в деяких літературних і кінематографічних творах наукової фантастики.
Однак з кінця 1950-х років з'являлося все більше чітких доказів наявності екстремального клімату на Венері, з парниковим ефектом, який забезпечує температуру близько + 500 °С на поверхні. В атмосфері міститься сульфатна кислота, тиск біля поверхні становить 90 атмосфер. Це приблизно відповідає тиску на глибині близько 1000 метрів в океанах Землі. В таких умовах шанси на існування життя на Венері були повністю виключені.

## Існування життя на ранній стадії розвитку планети
| Таблиця температур і атмосферного тиску на різних висотах в атмосфері Венери |                  |                              |
| |                  |                              |
| \| Висота (км) \| Температура (°C) \| Атмосферний тиск (x земного) \| \| ----------- \| ---------------- \| ---------------------------- \| \| 0 \| 462 \| 92,10 \| \| 5 \| 424 \| 66,65 \| \| 10 \| 385 \| 47,39 \| \| 15 \| 348 \| 33,04 \| \| 20 \| 306 \| 22,52 \| \| 25 \| 264 \| 14,93 \| \| 30 \| 222 \| 9,851 \| \| 35 \| 180 \| 5,917 \| \| 40 \| 143 \| 3,501 \| \| 45 \| 110 \| 1,979 \| \| 50 \| 75 \| 1,066 \| \| 55 \| 27 \| 0,5314 \| \| 60 \| -10 \| 0,2357 \| \| 65 \| -30 \| 0,09765 \| \| 70 \| -43 \| 0,03690 \| \| 80 \| -76 \| 0,004760 \| \| 90 \| -104 \| 0,0003736 \| \| 100 \| -112 \| 0,00002660 \| |                  |                              |
| Висота (км) | Температура (°C) | Атмосферний тиск (x земного) |
| 0 | 462              | 92,10                        |
| 5 | 424              | 66,65                        |
| 10 | 385              | 47,39                        |
| 15 | 348              | 33,04                        |
| 20 | 306              | 22,52                        |
| 25 | 264              | 14,93                        |
| 30 | 222              | 9,851                        |
| 35 | 180              | 5,917                        |
| 40 | 143              | 3,501                        |
| 45 | 110              | 1,979                        |
| 50 | 75               | 1,066                        |
| 55 | 27               | 0,5314                       |
| 60 | -10              | 0,2357                       |
| 65 | -30              | 0,09765                      |
| 70 | -43              | 0,03690                      |
| 80 | -76              | 0,004760                     |
| 90 | -104             | 0,0003736                    |
| 100 | -112             | 0,00002660                   |

У 1997 році астробіолог Девід Грінспун) опублікував книгу «Venus Revealed» (Розкриття Венери), в якій припустив, що Венера в ранній Сонячній системі мала більш сприятливий клімат, ніж пізніше Земля, Марс і Меркурій. Хоча він не зробив висновок, що земне життя зародилося на Венері, але залишив відкритою можливість того, що в той час і зараз на Венері є вуглецеві форми життя. У будь-якому випадку не виключено, що космічні апарати з Землі повертаються, за іронією долі, на Венеру — до витоків можливого зародження життя в Сонячній системі.
На ранньому етапі Сонячної системи на Венері, Землі, Марсі і, можливо, на Меркурії могли існувати первинні «бульйони» з елементів органічного життя. Його гіпотеза не виключена як можлива, оскільки органічна речовина планети може подорожувати з однієї планети на іншу (наприклад на метеоритах). Таким чином, цілком імовірно, що життя з'явилася одночасно на Землі і Венері, і може бути «забрудненим» елементами з інших світів.
Найімовірніше, найзручнішою планетою для життя була Венера. За 4,5 млрд років існування Сонця, його тепловипромінювання поступово зростало. Коли Сонце і планети були молоді, інтенсивність сонячного світла становила приблизно 70 % від поточного значення, збільшуючись майже лінійно на 1 % кожні 110 мільйонів років. Тобто, на Землі і на Марсі, ймовірно, були занадто низькі температури, занадто холодний клімат для життя. Однак на Венері могли бути помірні температури. Якщо життя на Венері було сформоване після земного, то воно повинна бути «забруднене», тому що бракує ланок в дослідженні, а життя на Землі з'явилося приблизно 3,8 млрд років тому. Коли Сонце почало випромінювати більше тепла, вплив парникового ефекту на Венері став сильнішим, в результаті цього життю довелося адаптуватися. Ця гіпотеза була мінімально заснованою на наукових фактах. Остаточну відповідь на це дадуть майбутні місії на Венеру.

## Сучасні дослідження
Дослідження атмосфери Венери показали, що в ній підтримується природний баланс хімічних елементів. В аналізі даних місій «Венера», «Піонер-Венера-1» і «Магеллан» були виявлені сірководень і діоксид сірки, а також, в верхніх шарах атмосфери, карбонільний сульфід (OCS). Перші два з них — гази, які реагують один з одним, а це означає, що щось повинно бути їх джерелом надходження. Крім того, сірковуглець знаходиться в значних кількостях, що ускладнювало б виробництво неорганічних речовин. На Землі цю сполуку вважають «вірною ознакою життя». Також є один факт, який часто не береться до уваги, що одна з перших станцій «Венера» виявила велику кількість хлору під хмарним покровом.
Було припущено, що мікроби, якщо такі є, могли б використовувати ультрафіолетове випромінювання Сонця як джерело енергії. Вони можуть бути поясненням спостережуваних темних ліній на фотографіях планети, зроблених в УФ-діапазоні. Великі частинки і несферичні хмари були також виявлені біля країв хмарного покриву. Їх склад залишається нез'ясованим.
Незважаючи на одностайність щодо ворожості нинішніх умов на Венері для виникнення або підтримки життя, в останні роки були запропоновані дві гіпотези, що стосуються варіантів існування життя на Венері.

### Існування життя у верхніх шарах атмосфери
Деякі вчені припускають присутність деяких форм життя в хмарах Венери подібних бактеріям, які були виявлені в хмарах на Землі. Мікроби в щільній, хмарній атмосфері можуть бути захищені від сонячного випромінювання сполуками сірки в повітрі.
В результаті аналізу даних, отриманих зондами «Венера», «Піонер-Венера» і «Магеллан», в верхніх шарах атмосфери виявлені сірководень (H2S) і сірчистий газ (SO2), а також сульфід карбоніла (O=C=S). Перші два газу вступають в реакцію один з одним, а це означає, що повинне існувати постійне джерело цих газів. Крім того, карбонільний сульфід цікавий тим, що його важко відтворити тільки неорганічним шляхом. Він створюється за рахунок ефективних каталізаторів, які потребують великих обсягів речовин різного хімічного складу. На Землі такими каталізаторами є мікроорганізми. Крім того, часто не береться до уваги той факт, що спусковий апарат «Венера-12» виявив присутність хлору на висотах 45-60 км, а аеростатні зонди «Вега-1 і -2» підтвердили це. Було висловлене припущення, що мікроорганізми на цьому рівні можуть поглинати ультрафіолетове світло Сонця, використовуючи його як джерело енергії. Це могло б пояснити темні плями, видимі на ультрафіолетових зображеннях планети. Було також відзначено, що атмосфера містить мало СО, незважаючи на інтенсивність світла, падаючого сонячного випромінювання і парникової сили. До цього часу невідомо, чому СО перетворюється в СО2.
У [[2002] році на Європейській конференції з астробіології в Граці двоє вчених, Дірк Шульце-Макуш і Луї Ірвін, припустили наявність в хмарах Венери хімічних речовин, які можуть бути результатом діяльності живих організмів.
Одним з пояснень цього є існування в хмарах мікробної форми життя (екстремофіли архейської структури) з метаболізмом, який повністю відрізняється від усього, що ми знаємо на Землі, на основі СО і SO2. Гіпотеза, яка допустила б розвиток цього життя, пояснює, що в далекому минулому температура на Венері була набагато нижчою. З моделей еволюції зірок можна розрахувати, що в перші моменти життя на Землі Сонце випускало 70 % сьогоднішньої енергії і температура рівноваги на Землі була -41 °С. Згодом Сонце ставало більш гарячим. Таким чином, стає можливим, з огляду на наші сьогоднішні знання, наявність тривалого періоду великих океанів, де могло виникнути життя. Коли сонячна активність почала збільшуватися, поступово все більше тепла стало проникати в атмосферу Венери, що не захищену магнітним полем. Вплив викидів був сильним, але, можливо, все відбувалося досить повільно, щоб дозволити древнім формам життя пристосуватися.
Ще однією проблемою вважалося те, що на Венері немає нічого схожого на озоновий шар, щоб зупинити небезпечний потік УФ променів від Сонця. Щоб захиститися від нього, живі організми повинні бути адаптовані. Однак у 2011 році озоновий шар на Венері було виявлено: він розташований на висоті близько 100 км. Ці дані знаходяться в статусі гіпотези. Підтвердження або спростування гіпотези — одна з цілей майбутніх місій.
В травні 2025 року, на сторінках наукового видання Science Advances, група вчених з Польщі, Великобританії та США повідомила, що в атмосфері Венери, де переважає сірчана кислота, може виживати особлива молекула, схожа на ДНК. Вона називається пептидна нуклеїнова кислота (PNA) і потенційно здатна переносити інформацію — як і справжня ДНК. Це відкриття доводить: навіть у дуже агресивних умовах життя може мати свій шанс. Проте, PNA залишається стабільною в 98 % сірчаній кислоті протягом щонайменше двох тижнів та при температурі понад 50 °C, молекула — розпадається.

### Існування життя на поверхні
У січні 2012 року про можливу наявність живих істот на поверхні Венери заявив головний науковий співробітник Інституту космічних досліджень РАН Л. В. Ксанфомаліті (Росія). Під час вивчення даних, переданих радянськими апаратами в 1970-их і 1980-их роках, його увагу привернули дев'ять фотографій, отримані апаратами Венера-13 і Венера-14. На них присутні якісь об'єкти, які з'являються і зникають на серії послідовних знімків. Серед них: «диск», «чорний клапоть» і «скорпіон». Наприклад, об'єкт «скорпіон» з'являється на фотографії через 90 хвилин після включення камери і через 26 хвилин зникає, залишивши після себе канавку в ґрунті. Ксанфомаліті вважає, що під час посадки модуль створив сильний шум і «мешканці» покинули місце посадки, а через деякий час, коли все стихло, вони повернулися. Цим він пояснює 90-хвилинну затримку в появі. У наступній публікації Ксанфомаліті наводить результати обробки фотознімків, отриманих апаратом Венера-9, і на них також знаходить підозрілі об'єкти, гіпотетично ототожнюючи їх із живими організмами іншої, ніж на Землі, форми життя.
Гіпотеза Ксанфомаліті викликала дискусію серед фахівців. Представники НАСА заявили, що «диск» на фото — це кришка від об'єктива, що відвалився при посадці, а інші об'єкти — це всього лише шуми, посилені при копіюванні і збільшенні знімків. Ще один дослідник, Дон Мітчел, пояснює відмічені Ксанфомаліті аномалії як артефакти системи телеметрії і ефекти від зміни освітлення з плином часу. З іншого боку, публікації Ксанфомаліті отримали позитивні відгуки від творців телеметричної системи апаратів «Венера» А. С. Селіванова та Ю. М. Гекіна і від фахівця з молекулярної біології А. С. Спіріна.
В даний час російські вчені продовжують досліджувати фотографії поверхні Венери, зроблені апаратами «Венера-9», «Венера-10», «Венера-13» і «Венера-14». Зробивши ревізію результатів, отриманих радянськими супутниками в 1975—1982 роки і висновків Л. В. Ксанфомаліті, російські фахівці підтверджують фіксацію дивних явищ і утворень, схожих на рухомі симетричні живі істоти. Після ретельного аналізу 41 знімка сучасними методами було виявлено близько 20 об'єктів, які цілком можуть бути ототожнені з якимись формами життя. На одному зі знімків видно дивне утворення, що має симетричну форму і покрите регулярними плямами, яке рухається зі швидкістю ~ 1 мм/сек. Російськими дослідниками підтверджується раніше деклароване існування об'єкта під умовною назвою «скорпіон» і об'єктів типу «рослини». Висловлюються припущення, що спостережувані об'єкти можуть бути формами життя на «азотній» основі.